# Pål Strand
Pål Strand (?, 9 de março de 1976) é um futebolista norueguês, que atua como meio-campista. Defende o Ham-Kam desde 2008.